# El viñedo rojo
El viñedo rojo cerca de Arlés (La vigne rouge) es una pintura al óleo del pintor holandés Vincent van Gogh, realizada en Arlés a principios de noviembre de 1888. Fue una de las poquísimas obras que Vincent vendió en vida, aunque no la única, como se ha pretendido con frecuencia.

## Procedencia
El viñedo rojo fue uno de los pocos trabajos artísticos de Van Gogh que vendió durante su vida. 
Se exhibió por primera vez en la exhibición anual de Los XX, 1890 en Bruselas, y fue vendido por 400 francos (el equivalente a 710 € actuales) a Anna Boch una pintora impresionista, miembro de Los XX y coleccionista de arte de Bélgica. Anna era la hermana de Eugène Boch, otro pintor impresionista y amigo de Van Gogh también, que pintó el retrato de Boch (Le Peintre aux Étoiles) en Arlés, en otoño de 1888. 
Al igual que El café de noche, fue adquirido por el famoso coleccionista ruso Sergei Shchukin. La obra fue posteriormente nacionalizada por los bolcheviques con el resto de la colección de Shchukin y, finalmente, pasó a formar parte del Museo Pushkin de Moscú.